# Stade Marien Ngouabi d'Owando
Le stade Marien Ngouabi d'Owando est un stade multisports de 13 037 places assises, situé à Owando dans le département de la Cuvette Centrale, au nord de la république du Congo.

## Histoire
Inauguré en 2009 par le président Denis Sassou N'Guesso, il abrite la finale de la Coupe du Congo de football à l'occasion de la célébration de la 49e anniversaire de l'indépendance,.